# Herbert Vorgrimler
Herbert Vorgrimler (4 janvier 1929 à Fribourg-en-Brisgau - 12 septembre 2014 à Münster) est un théologien allemand.

## Biographie
Après des études de théologie et de philosophie à Fribourg en Brisgau et à Innsbruck, il est ordonné prêtre en 1953, et obtient son doctorat en théologie dogmatique sous la direction de Karl Rahner en 1958.
Il devient ensuite le collaborateur le plus important du Lexikon für Theologie und Kirche publié par Rahner, puis le rédacteur en chef du commentaire en trois volumes sur le Concile Vatican II. En 1968, il est nommé professeur de dogmatique à la Faculté de théologie de Lucerne.
De 1968 à 1974, il travaille pour le cardinal Franz König au secrétariat du Vatican pour les non-croyants. De 1972 à 1994, il est professeur de dogmatique et d'histoire des dogmes à l'Université de Münster, à la chaire que son professeur Rahner avait occupé jusqu'en 1971.
Il s'est particulièrement investi dans le dialogue avec l'athéisme, au secrétariat pontifical pour les non-croyants, puis en tant que rédacteur en chef de l'Internationale Dialog-Zeitschrift, dont il a fait un espace de dialogue critique entre christianisme et marxisme, théisme, théologie et sociologie, et philosophie et science politique. À ce titre également, le pape Pape Paul VI lui avait confié la charge du dialogue avec les francs-maçons.

## Œuvres
(septembre 2024).
- Das Zweite Vatikanische Konzil. Dokumente und Kommentare. 3 Ergänzungsbände zum Lexikon für Theologie und Kirche. Schriftleitung H. Vorgrimler; Herder, Freiburg i.Br. 1966–1968.
- avec Karl Rahner : Kleines Konzilskompendium. Alle Konstitutionen, Dekrete und Erklärungen des Zweiten Vaticanums in der bischöflich beauftragten Übersetzung. 35. Auflage. Herder, Freiburg i.Br. 2008,  (ISBN 978-3-451-29991-9).
- avec Karl Rahner : Petit dictionnaire de théologie catholique (1961), trad. fr., Paris, Seuil, 1970.
- Der Tod im Denken und Leben des Christen. 2. Auflage. Patmos, Düsseldorf 1980,  (ISBN 3-491-77391-1).
- Buße und Krankensalbung. In: Handbuch der Dogmengeschichte, Band IV/3. Herder, Freiburg i. Br. 1978,  (ISBN 3-451-00730-4).
- Hoffnung auf Vollendung. Aufriß der Eschatologie. 2. Auflage. 1984, Freiburg i. Br. 1980,  (ISBN 3-451-02090-4).
- Wir werden auferstehen. 3. Auflage. Herder, Freiburg i. Br. 1984,  (ISBN 3-451-07888-0).
- Jesus – Gottes und des Menschen Sohn. Herder, Freiburg i. Br. 1984,  (ISBN 3-451-08107-5).
- Theologische Gotteslehre. Patmos, Düsseldorf 1985, 3. Auflage. 1992,  (ISBN 3-491-69053-6).
- Sakramententheologie. Patmos, Düsseldorf 1987, 3. Auflage. 1992,  (ISBN 3-491-69052-8).
- Geschichte der Hölle. 2. Auflage. Fink, München 1994,  (ISBN 3-7705-2848-4).
- Gottesgedanken – Menschenwege. Meditationen und theologische Besinnungen. Oros, Altenberge 1996,  (ISBN 3-89375-138-6).
- Wegsuche – Kleine Schriften zur Theologie. (= MThA 49). Bd. I. Altenberge 1997
- Wegsuche – Kleine Schriften zur Theologie. (= MThA 49). Bd. II. Altenberge 1998
- Wiederkehr der Engel? Ein altes Thema neu durchdacht. 2. Auflage. Butzon & Bercker, Kevelaer 1994,  (ISBN 3-7666-9752-8).
- Auf dem Weg zum göttlichen Geheimnis. Meditationen und theologische Besinnungen. Butzon & Bercker, Kevelaer 2000,  (ISBN 3-7867-8318-7).
- Karl Rahner verstehen. Eine Einführung. Butzon & Bercker, Kevelaer 2002,  (ISBN 3-7867-8416-7).
- Gott – Vater, Sohn und Heiliger Geist. 3. Auflage. Aschendorff, Münster 2005,  (ISBN 3-402-03431-X).
- Engel – Erfahrungen göttlicher Nähe. Zusammen mit Th. Sternberg und U. Bernauer. Freiburg i. Br. 2001,  (ISBN 3-451-27734-4).
- Karl Rahner. Gotteserfahrung im Leben und Denken. Primus, Darmstadt 2004,  (ISBN 3-89678-489-7).
- Neues Theologisches Wörterbuch. Herder, Freiburg i.Br. 2000 (mit CD-ROM), 6. erweiterte Auflage. Freiburg i. Br. 2008,  (ISBN 978-3-451-29934-6).
- Theologie ist Biographie. Erinnerungen und Notizen. Aschendorff, Münster 2006,  (ISBN 3-402-00423-2).
- „… und das ewige Leben. Amen!“ Christliche Hoffnung über den Tod hinaus. Aschendorff, Münster 2007,  (ISBN 978-3-402-00228-5).
- Wiederkehr der Engel, erweiterte Neuauflage. Kevelaer 2008,  (ISBN 978-3-8367-0653-7).
- Geschichte des Paradieses und des Himmels. München 2008,  (ISBN 978-3-7705-4163-8).
- Karl Rahner. Zeugnisse seines Lebens und Denkens. TOPOS-Taschenbuch, Kevelaer 2011,  (ISBN 978-3-8367-0416-8).